# Congresso Socialista Internacional de Stuttgart
O Congresso Socialista Internacional de Stuttgart (VII Congresso da Segunda Internacional) decorreu de 18 a 24 de Agosto de 1898 em Estugarda, Reino de Württemberg (atual Alemanha). Participaram no congresso 886 delegados, representantes dos partidos socialistas e dos sindicatos (principalmente do Partido Social-Democrata da Alemanha). O congresso examinou as seguintes questões: 1) militarismo e conflitos internacionais; 2) relações mútuas entre os partidos políticos e os sindicatos; 3) questão colonial; 4) imigração e emigração dos operários; 5) direitos eleitorais das mulheres.
O Congresso de Estugarta foi o primeiro a discutir a questão do revisionismo ao marxismo no SPD. Uma declaração enviada por Eduard Bernstein, que estava exilado, foi lida ao Congresso. Bernstein expôs e defendeu suas visões revisionistas, anteriormente exibidas na série de artigos Problemas do Socialismo, publicada na revista Die Neue Zeit ("Os Novos Tempos"), em que renegava diversos postulados da teoria marxiana e marxista. Bernstein queria que o SPD deixasse de ser um partido revolucionário para se tornar um partido democrático de reformas sociais.
No Congresso, Karl Kautsky e August Bebel fizeram uma crítica inicial ao bernsteinismo. A revolucionária Rosa Luxemburgo manteve a posição mais intransigente contra o revisionismo de Bernstein. O Congresso não aprovou uma resolução sobre o assunto, mas, apesar da divisão em como tratar a questão do bernsteinismo, a maioria do partido se opôs a ela.
No Congresso de Hanôver em 1899, o SPD aprovará uma resolução que condenava formalmente os ataques bernsteinistas à política e táticas do partido.
Poucos anos depois, Vladimir Lênin, que participou no trabalho da comissão para a questão principal: «O militarismo e os conflitos internacionais», em Que Fazer? cita e contextualiza ambos os congressos para pensar em temas candentes do movimento revolucionário naquele novo período.